# 臺灣同性婚姻釋憲案
臺灣同性婚姻釋憲案（正式名稱為「司法院釋字第748號解釋」，又稱「同性二人婚姻自由案」，是中華民國司法院大法官就《民法》婚姻章，未讓同性別二人，得以經營共同生活為目的，成立具親密性和排他性永久結合關係，是否違反《中華民國憲法》所作成的解釋。
聲請人祁家威是臺灣第一位公開出櫃的男同志，在1986年就希望政府應該保障同性婚姻；1998年申請與同性伴侶公證結婚被拒絕後，於2000年向司法院大法官會議聲請解釋戶政機關不受理同性別結婚登記是否違背憲法，以未具體指明牴觸憲法之處為由在程序上被駁回；2013年祁家威再次到戶政事務所登記結婚仍然遭到拒絕，一路上訴至行政法院。
之後祁家威委任伴侶盟的許秀雯律師、以及義務律師團的潘添慶律師、莊喬汝律師擔任訴訟代理人，上訴到最高行政法院。同年9月最高行政法院駁回上訴，祁家威取得釋憲資格；2015年8月向大法官遞交釋憲聲請。同年內，臺北市政府也將涉及同性婚姻登記的釋憲聲請交由行政院轉予司法院。2017年2月20日大法官會議正式受理同性婚姻釋憲案。
2017年3月24日司法院召開言詞辯論庭，於5月24日下午由司法院秘書長公布《司法院釋字第748號解釋》。解釋文表示《民法》未讓同性別成立有親密性和排他性之永久結合關係，違反《中華民國憲法》第7條平等權和第22條保障人民婚姻自由，要求有關機構必須在2年內完成法律之修正或制定；逾期未依本解釋意旨完成者，同性二人可按《民法》婚姻章規定進行結婚登記。
2019年5月17日，《司法院釋字第七四八號解釋施行法》三讀通過，5月22日經總統蔡英文公布，並於同年5月24日生效。此次釋憲結果讓中華民國成為亞洲第一個全域性以法律保障同性婚姻的國家。

## 背景
最早在1958年時，就有一對女同志要求向中華民國政府登記結婚，但遭拒絕。祁家威是台灣最早出櫃的同志，1986年向立法院提出同性婚姻立法的請願，但遭到拒絕。
2000年9月，祁家威聲請釋憲，但在2001年5月18日，司法院大法官以「核其所陳，係以其個人見解對現行婚姻制度有所指摘，並未具體指明上開裁判所適用之法律或命令，究有何牴觸憲法之處」的理由，決議不受理同性婚姻釋憲聲請案。
立法部分，法務部在2001年擬定《人權保障基本法》草案、2006年民進黨立委蕭美琴提出《同性婚姻法》草案、2013年皆有提出相關修法，但是因為反對聲音大，最終以失敗收場。2016年10月下旬，由民進黨立委尤美女領銜提出的婚姻平權法案，獲得民主進步黨、時代力量黨團、以及少部分中國國民黨籍立委連署，得以超過15人之提案門檻。各版本法案分別在11月8日和11月11日在院會一讀通過付委；同年11月17日，立法院司法及法制委員會召集委員尤美女將民法修正案排入委員會議程，然而部分反同婚團體在立法院外集結上萬人抗議，甚至衝進立法院，国民党立委廖国栋与孔文吉也持反對意見，最後朝野協商决定將召开2场公听会后再审查，並將在會期內审查完竣。同年12月26日，同婚法案完成一讀送交黨團協商。

各縣市同性伴侶註記情況（2017年時）
有同性伴侶註記
無同性伴侶註記

行政方面，2015年開始，各地方縣市政府開始受理戶政系統「同性伴侶」註記。截至2016年底，分別有六都台北市、新北市、桃園市、台中市、台南市、高雄市，以及嘉義市、彰化縣、新竹縣、宜蘭縣、嘉義縣等共計7市4縣有此戶政註記，截至2017年4月底，共有2060對同志辦理註記。然而此措施不具法律效力，雖發放證明公文可用於在簽署手術同意書時證明同性伴侶身分，但實務上許多醫院仍然拒絕承認同性伴侶戶政註記的效力，仍然不能保障所有婚姻權利。

## 聲請釋憲
2013年3月，祁家威與一名邱姓男子到台北市萬華戶政事務所登記結婚，遭到駁回，理由是《民法》規定必須「1男1女」才能結婚。祁家威不服，向內政部訴願遭駁後，提起行政訴訟，但台北高等行政法院認定戶政事務所的行政處分於法並無違誤，2014年3月27日判祁家威敗訴。祁家威繼續上訴，但在2014年9月25日時，最高行政法院駁回上訴定讞。祁家威認為民法第4編親屬第2章婚姻規定「使同性別二人間不能成立法律上婚姻關係」有違憲之虞，於2015年8月20日提出釋憲聲請。
台北市政府民政局表示，現行民法親屬編等相關法令規定，婚姻限制為一男一女，為關心同志的權益，對於相關婚姻法令是否憲法保障人民的自由權、平等權等問題，聲請大法官解釋。民政局2015年7月2日草擬釋憲文，7月20日市府核定此文件，24日函報內政部辦理，8月3日內政部函報行政院處理，經法務部在10月30日提出意見後，於11月4日臺北市政府正式向司法院提出釋憲。
司法院於2017年2月10日宣布，受理祁家威與臺北市政府所提之釋憲聲請，並將兩案併案處理，假定同年3月24日召開憲法法庭進行言詞辯論。

## 解釋公布前各大法官之立場
前司法院院長賴浩敏請辭後，總統蔡英文提名曾任大法官的法學學者許宗力繼任，並獲立法院投票同意，共7名新任大法官於2016年11月1日接任。新組成之大法官會議於2017年2月首度同意受理同性婚姻相關案件之釋憲。合議審理此案之大法官中，計有14人出席，黃瑞明大法官因其妻立法委員尤美女為同性婚姻立法草案之發起人，故申請迴避，此次同婚釋憲案，扣除黃瑞明迴避，有14位大法官參與討論，最後有11位投下同意違憲，另3位投下反對票，其中吳陳鐶和黃虹霞分別撰寫了不同意見書和部分不同意見書，另1位投反對票的大法官則沒提出反對意見書。
| 大法官           | 照片 | 立場 | 提名總統 |
| ---------------- | ---- | --- | -------- |
| 許宗力（院長）   |      | 同性婚姻關鍵在於同性戀是否需要治療或是天生的，如果是前者，我會傾向現行法只許一男一女婚姻的規定合憲，反之，我傾向認為現行法違憲，違反平等。 | 蔡英文   |
| 蔡烱燉（副院長） |      | 台灣對於不同性傾向的人，接受度比過去高，有關性傾向權利保障（如同性婚姻）或可較以往有不同思維。                                             |          |
| 黃昭元           |      | 如果相愛的人不能在一起，是很大的傷害。建議可直接修改民法或制定同性伴侶法。                                                                 |          |
| 許志雄           |      | 性傾向應與性別一樣納入平等權，婚姻制度應與時俱進，同性戀行為屬於個人自由範疇。                                                             |          |
| 詹森林           |      | 認同修改民法以保障同性婚姻。 |          |
| 黃瑞明           |      | 同性婚姻應與異性婚平等。 |          |
| 張瓊文           |      | 表態支持同性婚，每個人都需要家庭歸屬感。                                                                                                   |          |
| 吳陳鐶           |      | 同性婚姻對社會影響很大，大部分國家沒有同性婚姻                                                                                             | 馬英九   |
| 黃虹霞           |      | 進行大法官資格審查時，未舉手表示支持同婚，至於是否支持同性伴侶領養小孩，她表示應該從子女的角度出發。                                       |          |
| 林俊益           |      | 進行大法官資格審查時，未舉手表示支持同婚                                                                                                   |          |
| 蔡明誠           |      | 進行大法官資格審查時，未舉手表示支持同婚                                                                                                   |          |
| 湯德宗           |      | 同意民法沒有同性婚姻違憲 |          |
| 羅昌發           |      | 同意民法沒有同性婚姻違憲 |          |
| 陳碧玉           |      | 同意民法沒有同性婚姻違憲 |          |
| 黃璽君           |      | 同意民法沒有同性婚姻違憲 |          |

## 言詞辯論
2017年3月24日上午9點，司法院大法官憲法法庭針對不許同性婚姻的合憲性進行言詞辯論。此次的言詞辯論於網路上直播，也是亞洲第一次審理同性婚姻法制化的案件。
釋憲案聲請人為祁家威（代理人：律師許秀雯、莊喬汝、潘天慶）以及台北市政府（代理人：政大法律系副教授廖元豪）。當庭有14位司法院大法官出席，許宗力大法官擔任審判長，黃瑞明大法官是同性婚姻立法草案提出人尤美女委員之丈夫，因此事前自請迴避此案。。此次辯論庭共邀請6位法學學者擔任鑑定人，分別為：陳愛娥（國立臺北大學法律學院副教授）、張文貞（國立臺灣大學法律學院教授）、陳惠馨（國立政治大學法學院教授）、劉宏恩（國立政治大學法學院副教授）、李惠宗（國立中興大學法律學系教授）、鄧學仁（中央警察大學法律學系教授）。
大法官書記處處長王碧芳表示，此次開庭流程為先由聲請人祁家威、台北市政府代表人廖元豪以及關係機關法務部部長邱太三、內政部戶政司長張琬宜與萬華戶政事務所代理人王雪梅等5人表達意見後，再由聲請人與關係機關交互詢答，如果經審判長許宗力同意後，可向6名鑑定人發問，接著是中場休息時間。休息完後，由大法官詢問聲請人，再詢問行政機關，接著詢問鑑定人，然後再由聲請人、行政機關以及鑑定人做最後陳述。
| 次序 | 言詞辯論爭議題綱內容                                                                                  |
| ---- | --- |
| 一   | 民法第四篇親屬第二章婚姻規定是否容許同性別二人結婚？                                                  |
| 二   | 第一題答案如為否定，是否違反憲法第22條所保障婚姻自由之規定？                                          |
| 三   | 第一題答案如為否定，是否違反憲法第7條保障平等權之意旨？                                               |
| 四   | 如立法創設非婚姻之其他制度（例如同性伴侶），是否符合憲法第7條保障平等權以及第22條保障婚姻自由之意旨？ |

### 鑑定人陳述意見
大法官所邀請的六位鑑定人，有兩位法學者陳愛娥以及李惠宗認為不違憲，但法律保障確實有所不足，主張可用同性伴侶法來保障；三位法學者張文貞、陳惠馨、劉宏恩認定違憲，並主張若採同性伴侶法仍無法保障基本權利，應直接修改《民法》。鄧學仁未觸及憲法議題，但認為無論修改民法或另立伴侶法，應明確親子法律身份之安定。

### 大法官詢問
向聲請方、主管機關以及鑑定人提問的大法官，有羅昌發、湯德宗、黃虹霞、許志雄、詹森林、黃昭元等6人。

### 其他
雖未設有法庭之友制度，此次釋憲案各有支持以及反對同性婚姻立法的民間團體，在召開言詞辯論前，各自向大法官提交意見書。
支持方的婚姻平權大平台，徵請包括來自「政治」、「法學」、「律師事務所」、「司法官」、「宗教」、「公共衛生」、「精神醫學」、「臨床心理師」、「心理學」、「性別研究」、「性平教育」、「社工」、「同志家庭權益」等專業領域的13份「法庭之友意見書」，同時也以法庭之友意見書的名義，提出一份「同志生命故事-未完成的權利清單」，作為支持婚姻平權的論述基礎。

## 釋憲結果
2017年5月24日，司法院公布大法官釋字第748號，宣布現行民法未保障同性婚姻自由及平等權已屬違憲，行政與立法機關需在兩年內完成相關法律之修正或制定，以達成同性婚姻自由之平等保護；兩年後若未修法完成，同性伴侶將直接適用現行民法加以保障同性婚姻的自由平等。
大法官認為，限定兩年是因為要讓立法者一點時間研議，但又不能因為立法延宕導致違憲之狀態無限期持續。至於選擇修正婚姻章、於民法親屬編另立專章、制定特別法或其他形式，在可以使同性別之二人婚姻自由受平等保護情況下，由立法者自由決定。

### 解釋文
|  | 釋字第 748 號 【同性二人婚姻自由案】 民法第4編親屬第2章婚姻規定，未使相同性別二人，得為經營共同生活之目的，成立具有親密性及排他性之永久結合關係，於此範圍內，與憲法第22條保障人民婚姻自由及第7條保障人民平等權之意旨有違。有關機關應於本解釋公布之日起2年內，依本解釋意旨完成相關法律之修正或制定。至於以何種形式達成婚姻自由之平等保護，屬立法形成之範圍。逾期未完成相關法律之修正或制定者，相同性別二人為成立上開永久結合關係，得依上開婚姻章規定，持二人以上證人簽名之書面，向戶政機關辦理結婚登記。 |

### 理由書

#### 背景
聲請人祁家威向立法、行政、司法權責機關爭取同性婚姻權，已超過30年。2006年民主進步黨立法委員蕭美琴首次提出同婚修法，然而沒有通過，之後在2013年民主進步黨立法委員尤美女提案修正民法親屬編，首度交付司法及法制委員會審查，然而任期屆滿而未完成審議。2016年，民主進步黨立法委員尤美女等提出民法親屬編部分條文修正草案，時代力量黨黨團、立法委員許毓仁、蔡易餘等亦分別提出不同版本法案，於同年12月26日經司法及法制委員會初審通過多個版本提案，但是何時能通過，猶未可知。同婚修法在立法院經歷十年，尚未完成修法。
大法官本於保障人民基本權利及自由民主憲政秩序等價值之維護，即時做成有拘束力之司法判斷，司法院基於權力相互尊重之原則，勉力決議受理，並定期開庭行言詞辯論，作成解釋。
歷年來司法院均提及「一夫一妻」、「一男一女」等用語，然而這是基於異性婚姻脈絡下所作成之解釋。司法院從未就相同性別二人得否結婚作成解釋。

#### 民法規定
大法官認為現行民法關於結婚未明訂婚姻由男女雙方自行締結，但第972條既規定以當事人將來結婚為內容之婚約，限於一男一女始能訂定，又根據其他有關婚姻當事人的稱謂、權利、義務所為「夫妻」之相應規定，使得民法之解釋體系及其行政函釋，將結婚限於一男一女結合關係，不包括同性婚姻。

#### 婚姻自由
適婚人民而無配偶者，本有結婚自由，包含「是否結婚」，以及「與何人結婚」，此攸關人格健全發展與人性尊嚴之維護，是重要的基本權，受到憲法第22條的保障。相同性別二人為經營共同生活之目的，成立具有親密性及排他性之永久結合關係，既不影響異性結婚在民法上的規定，也不會改變既有的社會秩序。而同性的婚姻自由，經法律正式承認後，可以跟異性婚姻一樣能穩定社會。因此同性成立同性親密、排他之永久結合關係，應受憲法22條之保障。現行民法婚姻章規定，沒有使同性成立親密性且排他性之永久結合關係，是立法上之重大瑕疵，也違反憲法第22條保障婚姻自由的意旨。

#### 平等權
憲法第七條平等權的保障，不只限於明文揭示之男女、宗教、種族、階級、黨派等歧視事由，也禁止其他理由的歧視，例如性傾向、身心障礙等。
現行民法僅保障異性婚，是以「性傾向」作為對於「婚姻自由」保障之差別待遇。性傾向是與生俱來並且難以改變之個人特徵，其成因可能包括生理、心理因素、生活經驗及社會環境等。世界衛生組織、泛美衛生組織以及許多重要醫學組織均已認為同性性傾向本身並非疾病。同性性傾向者過去未能見容於社會傳統與習俗，受到各種事實上及法律上之排斥或歧視。且同性性傾向人口少，是社會上「孤立隔絕之少數」，並久為「政治上之弱勢」，比較難由一般民主程序扭轉其法律上的劣勢地位，因此應該採取「較嚴格」之審查標準，來判斷「法律未保障同性婚」之合憲性。
民法婚姻章並未要求結婚得有生育能力，亦未規定無生育能力結婚無效或作為裁判離婚之事由，顯見繁衍後代非婚姻不可或缺之要素。同性之間不能生育與異性兩人之間客觀不能或主觀不欲生育，其結果相同。因此，不能以生育能力作為差別待遇之理由。若容許相同性別二人成立法律上婚姻關係，且要求其亦應遵守婚姻關係存續中及終止之後雙方權利義務規定，不影響現行異性婚姻制度所建構之基本倫理秩序（如結婚年齡、單一配偶、近親禁婚、忠貞義務及扶養義務），是以維護基本倫理秩序為由，亦非合理之差別待遇。

#### 裁決
有關機關應在二年內，完成保護婚姻自由之平等的法律修正或制定。至以何種形式（例如修正婚姻章、於民法親屬編另立專章、制定特別法或其他形式），屬立法形成之範圍。若逾期未完成，相同性別二人得依婚姻章規定，向戶政機關辦理結婚登記。

### 意見書
吳陳鐶、黃虹霞大法官分別提出了不同意見書及部分不同意見書。

#### 不同意見書
大法官吳陳鐶認為戶政事務所依照民法不給同性登記結婚並未違法憲法。司法院也不該受理台北市政府的聲請，此舉會使司法院「釋憲機關」之地位，淪為行政機關「法律諮詢機構」之角色。。他認為婚姻作為一種制度（Institution），「涉及整個社會及文化價值觀之變動」，應透過立法或公投來修改，不能在沒有共識的情況下貿然釋憲，而失去透過民主程序審議及辯論之機會。
吳陳鐶還認為同性婚姻非國際公約所課予國家之義務，又並非多國皆有保障，無法認同婚姻自由不限於一夫一妻之婚姻制度。另外，他也認為基於生理上的差異「絕無繁衍後代之可能」，在社會生活功能角色上的差異，在立法上有不同對待，沒有違背憲法之平等原則。

#### 部分不同意見書
大法官黃虹霞在部份不同意見書期待正反雙方能夠互相理解。希望反方能夠理解婚姻制度會隨時變化，接納同志，並儘可能給予同等之祝福。也希望正方理解法律制定的本旨是用作「規範」，而非僅有保障，觀念改變需要時間，而不只是修改法律。她認為法律對互相扶持的兩人關係應要保障，但憲法對「婚姻」並無明確定義，此事又攸關整體國家的制度，不應貿然修改，故不同意此案對「婚姻自由」的解釋。
黃虹霞不認同「不可以因為無法生育而作為差別待遇」，因為婚姻及家庭是社會形成與發展的基礎、婚姻是親屬關係的根本、同性婚姻修法工程龐大，並非沒有對異性婚姻產生影響、生育是婚姻之最重要核心內涵。並認為男女在功能和角色上有所不同，兩個父親或兩個母親對孩子的照顧是否與父母親照顧沒區別，仍需再研究。

## 各方反應

### 聲請方回應
台灣伴侶權益推動聯盟與聲請人祁家威在釋憲後，召開記者會回應，除對於大法官認定「限制同性結婚」違憲的結論表達肯定外，也認為大法官解釋已排除「同性伴侶法」等專法或專章，並呼籲蔡政府即早落實本次釋憲的結果、修改民法，還給多元性別族群平等的婚姻權利。伴侶盟執行長許秀雯肯定大法官在關鍵時刻扮演了重要角色。並表示，既然大法官已經肯定同志有平等的結婚權利，因此設置「同性伴侶專法」並不符合本次釋憲的意旨。
釋憲聲請人祁家威，接受專訪時表示：「如果原諒是一門很難的學問，那麼同志人人都是大師，被迫原諒、再原諒，否則無法熬到現在。」奮鬥多年終露曙光，他說，當下第一個反應，心情就像「被釋憲文變成一隻鳥」，因為雀躍，但不急著與伴侶結婚，爭取同婚是為了更多需要的人。他也說，過去台灣LGBT族群有許多團體共同奮鬥，也因為眾人努力才有好的結果，對於反方陣營，希望外界更多原諒、溝通，也不應唱衰國家、社會，落實婚姻平權讓社會更民主、自由、平等、進步，沒有必要杞人憂天。
北市府民政局也回應表示「對於司法院大法官堅實擔任憲法守護者的角色，跳脫傳統框架，認定民法親屬編第二章婚姻有關限制同性婚姻之規定，違反憲法對於基本人權之保障，感到欽佩」，為中華民國憲法在婚姻自由權之保障內涵上，具體闡明其核心價值與界限，邁出重大且關鍵性的一步，並為同性伴侶者長期以來捍衛其自身權利之努力，感到欣慰，期盼釋憲結果出爐後，國人能充分的尊重與包容，理性表達意見。

### 政治人物
司法院大法官釋憲後，總統蔡英文要求行政部門依照釋憲結果，收集各界的意見盡速提出具體的法律方案，送給立法院審議，務必如期完成三讀；並呼顛整個社會，以理解、包容、尊重的態度來面對跟自己意見不一樣的人。中華民國總統府發言人黃重諺表示，執政團隊會廣納各方意見，盡速提出版本交與國會審議。從憲政角度來看，還是要回歸大法官的釋憲文所代表的法理上的意義，因為此釋憲就是要保護相同性別的兩人擁有婚姻自由的權利。行政院院長林全表示大法官解釋出來後，已經請行政院秘書長陳美伶召集相關部會，共同參與法律的修正或是制定。內政部次長花敬群表示就算立專法，還是要搭配《民法》的修訂，《民法》修訂是必然會發生的，差別在於全部靠修《民法》或是搭配專法修正，行政院會有比較完整的定調。法務部部長邱太三表示，大法官認定當前《民法》沒有保障同性婚姻的機制，有立法不足、立法怠惰的情形，違反《憲法》的意旨。
立法院方面，民主進步黨立法院黨團總召柯建銘表示尊重大法官會議的解釋，並呼籲社會應該先冷靜，好好面對問題，至於立專法或是修《民法》是行政院必須嚴肅面對的課題；中國國民黨立法院黨團總召廖國棟表示釋憲案剛出來，不論正方或是反方，現在都應該先冷靜一下，不要急著下定論，這才是對社會發展最穩健的作法；親民黨立法院黨團幹事長陳怡潔表示立法院不應該成為同婚議題的戰場，朝野黨團應該避免撕裂社會，需要共同思考解決道路。時代力量立法院黨團總召徐永明表示大法官的解釋非常清楚是違憲的判定，立法院應該積極處理同性婚姻議題，時代力量會在臨時會議上提案，盡快修改民法。立法院院長蘇嘉全表示大法官已經對同性婚姻做出解釋，不管是修法或是立法，2年內一定要依據大法官解釋進行處理，到底要用專法還是修改民法都尊重立法委員的決定。立法委員尤美女和段宜康表示立法院應該盡快處理草案。時代力量黨主席黃國昌表示感謝大法官跨出臺灣的第一步，立法院不應該讓民眾苦苦等待兩年，履行立法委員的職責立刻修改《民法》，盡快還給同性伴侶長久遭到剝奪的憲法權利。
台北市、新北市、桃園市、台中市、台南市和高雄市等六位直轄市市長，對釋憲案表示：「樂觀其成，相愛是人權！」等祝福性意見。
中國國民黨主席當選人吳敦義表示尊重大法官解釋，同時表明其立場。他認為，應在不影響既有民法及家庭架構下，另立民法專章或專法，以確保同婚權益。
民主進步黨發言人阮昭雄表示，民進黨樂見並肯定大法官釋憲保障同性婚姻合法化的這項結果。地方嘉義縣黨部，則函請民進黨中央黨部和立法院黨團，不動民法，另修專法處理。
雲林縣議會副議長蘇俊豪（原民進黨籍，2019年10月退黨為無黨籍）以八項理由（與反同性婚姻理由一致）認定《大法官釋字第748號》違憲為由，提案彈劾當時投下同意的14名司法院大法官，2017年6月23日雲林縣議會表決通過此案，由縣議會法制室函文監察院對14名大法官進行調查，予以彈劾。成為全國第一個反對同性婚姻法制化的官方立法機構。
前副總統呂秀蓮在Facebook以錄影方式發表評論，認為不該針對《民法》沒有規定的條文宣布無效，應該是立法走在司法之前，「司法在先、立法在後」的程序錯了。並且要求司法院大法官應該跟社會道歉。

### 支持團體
2017年5月，婚姻平權大平台總召呂欣潔召開記者會表示部分律師說「修民法難、立專法易」是一種誤解，呂欣潔指出，立專法是緩不濟急且緣木求魚的做法，呼籲現有民法修正草案盡快協商；也宣告將推出「彩虹福包」與「彩虹卡」活動持續與社會對話。

### 反對團體
護家連盟連結各宗教，以全國宗教大聯盟名義在釋憲後召開記者會，指控大法官不公正，任意解釋憲法，揚言不排除再申請釋憲、號召三男兩女登記結婚、訴請監察委員彈劾大法官等行動，來表達其立場。並說會號召「1人1冥紙」寄到司法院，抗議「司法已死」，要「超渡司法」，同時擬將專法草案送進立法院。
下一代幸福聯盟則說會針對同性婚姻議題發動公民投票，訴諸全民意願。

### 國際反應
此釋憲案引起國際媒體廣泛關注，被譽為亞洲第一，並稱此舉可能在南韓、日本、泰國、越南等亞洲國家內引起迴響。英國BBC、《每日電訊報》、美國CNN、《華盛頓郵報》、日本NHK、路透社、美聯社、法新社等媒體皆有所報導。
中華人民共和國國務院臺灣事務辦公室被問及是否會承認台灣同性婚姻法律效力時，僅建議向其法律專業部門諮詢。中華人民共和國主流媒體對此釋憲案保持沉默，或集中報導反對者的抗議活動。中華人民共和國同志運動人士則對此消息表示歡迎，並冀望能改變中華人民共和國社會的保守氛圍。

## 後續發展

### 行政配合
2017年6月7日，行政院秘書長陳美伶跨部會召集「同性婚姻法治研議專案小組」，會議決定將婚姻相關的498項法律規定，只要不會涉及到第三人的權益都放寬到同性伴侶適用。內政部發函給沒有實施同性伴侶註冊登記的11個縣市，其中新竹市、苗栗縣、南投縣、屏東縣、金門縣及連江縣已經開放受理；至於花蓮縣、臺東縣、雲林縣、基隆市及澎湖縣等5個縣市，內政部將會協調辦理跨區登記，預計7月初跨區域註記系統就會完成。
「司法院釋字第748號解釋施行法」逕付二讀，台北市與新北市民政局表示，戶政事務所已經開始準備辦理同婚登記。而彰化縣民政處長則表示，尚須等待內政部戶政登記系統更新，才能辦理同性結婚登記。內政部次長陳宗彥表示，預計在2019年5月20日之前，完成更新系統與測試。

### 公民投票案
2018年11月24日進行全國公民投票通過第10案、第12案，表示不直接修改民法，以其他立法形式落實司法院釋字第748號解釋之要求。11月29日司法院聲明公民投票案創制之立法原則，據此程序審議完成之法律，仍屬法律位階，不得牴觸憲法，亦不得牴觸具有相當於憲法位階效力之司法院解釋。

### 立法

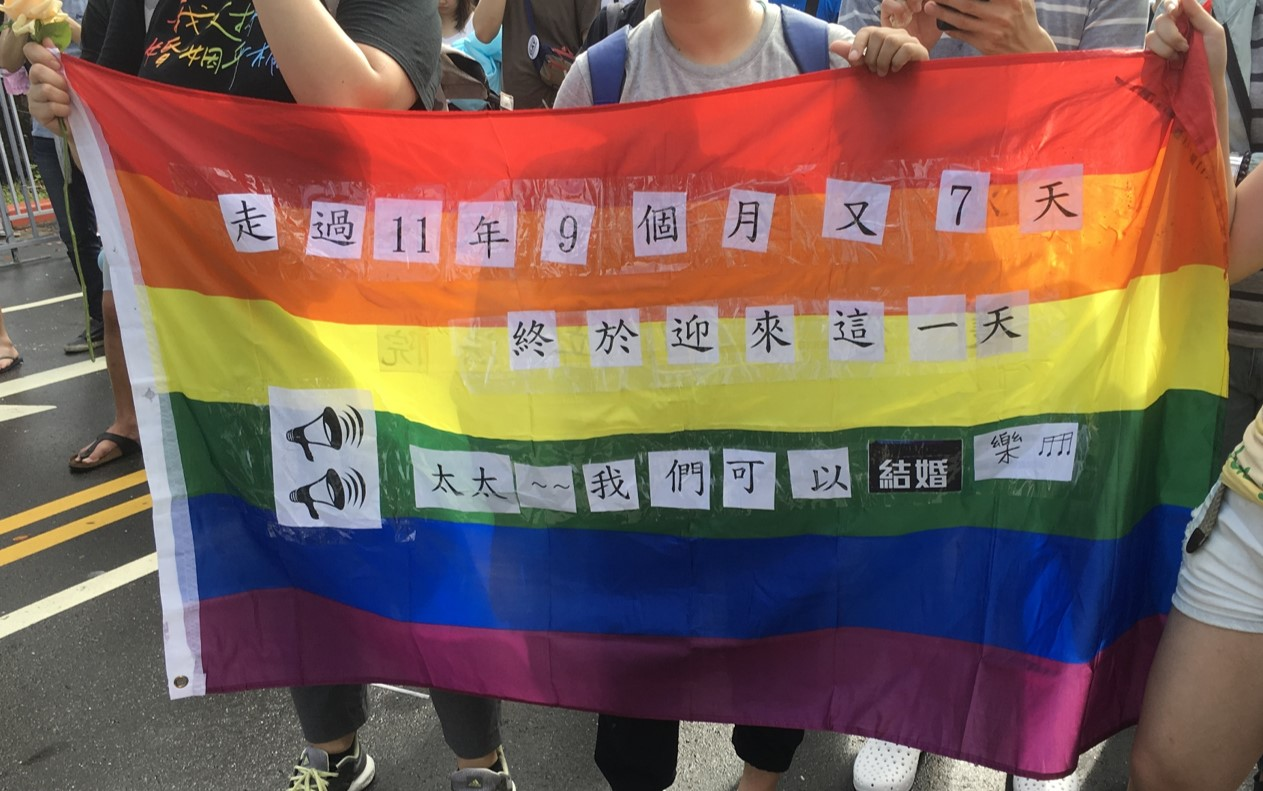
司法院釋字第七四八號解釋施行法通過

因應釋憲和公投結果，行政院委請法務部擬定《司法院釋字第七四八號解釋施行法》草案，並向立法院提案。立法委員賴士葆及沈智慧另行提案《公投第12案施行法》草案，立法委員林岱樺提案《司法院釋字第748號解釋暨公投第12案施行法》草案。2019年5月17日，《司法院釋字第七四八號解釋施行法》三讀通過，並於同年5月24日生效。